# Christiane Krüger
Pour les articles homonymes, voir Krüger.
Christiane Krüger est une actrice allemande, née le 8 septembre 1945 à Hambourg. 
Elle est la fille de l’acteur Hardy Krüger (1928-2022). 

## Filmographie

### Cinéma
- 1969 : L'Homme à l'œil de verre
- 1969 : Le Divin Marquis de Sade
- 1969 : Liz et Helen
- 1973 : Little Mother
- 1974 : Crime à distance
- 1982 : Salut, j'arrive
- 1983 : Le Dernier Combat
- 1985 : Le Bonheur au bout du chemin

### Télévision
- 1975 : Les Secrets de la mer Rouge
- 1976 : Star Maidens (Les Filles du Ciel)
- 1976 : Les brigades du tigre (Episode : Don de Scotland Yard)
- 1979 : Le Comte de Monte-Cristo
- 1980 : Arsène Lupin joue et perd
- 1980 : Derrick : La décision (Epis. 6 Saison 7) (Die Entscheidung) : Margot Hauff
- 1980 : Derrick : Le témoin (Epis. 9 Saison 7) (Zeuge Yurowski) : Irmgard Becker
- 1981 : Derrick : La morte du lac (Epis. 10 Saison 8) (Tod im See) : Anita Kampe
- 1983 : Derrick : Le chantage (Epis. 2 Saison 10) (Die Tote in der Isar) : Maria Dissmann
- 1983 : Derrick : Paix intérieure (Epis. 7 Saison 10) (Lohmanns innerer Frieden) : Hanna Schorff
- 1985 : Derrick : Un cadavre sur les bras (Epis. 7 Saison 12) (Ein unheimlicher Abgang) : Liane Diebolz
- 1994 : Derrick : Fin du voyage (Epis. 5 Saison 21) (Eine Endstation) : Vera Schreiber
- 1996 : Tatort : Der Entscheider
- 2011 : 9 mois et un coussin